# Ленско-Колымский отряд
Экспедиция Ленско-Колымского отряда (1735—1742) проходила в рамках Великой Северной экспедиции с целью обследования побережья от устья Лены до Колымы.

## Описание экспедиции
В июне 1735 из Якутска отправились два отряда под руководством лейтенантов Прончищева и Ласиниуса. Достигнув устья Лены, они разделились: отряд Прончищева отправился на запад, отряд Ласиниуса — на восток.

### Отряд Ласиниуса. 1735
Состав: шлюп Иркутск и 44 человека команды.
7 августа 1735 отряд отплыл из устья Лены. Но уже через 4 дня, встретив льды, Ласиниус стал искать подходящее место для зимовки. Этим местом стало устье Хараулахи, где были обнаружены 5 якутских юрт. Помимо этого Ласиниус распорядился построить вместительный барак из 4 отделений с 3 печами, и баню. Из расчёта того, что экспедиция продлится минимум 2 года, а поступления продовольствия не будет, значительно урезан паёк, что привело к массовому заболеванию цингой.
19 декабря 1735 Ласиниус умер, после него умерли ещё 31 человек команды. Оставшиеся в живых под руководством Ртищева с окончанием полярной ночи вернулись в Якутск.

### Отряд Дмитрия Лаптева. 1736
Отряд был снова сформирован весной 1736, начальником назначен лейтенант Дмитрий Лаптев, помощниками — лейтенант Плаутинг и подштурман Щербинин.
Дальше места столь неудачной прошлогодней зимовки им пройти не удалось, и 14 августа отряд вернулся в устье Лены. На специально созванном совете экспедиции было решено и в следующем году никуда не выходить. Было сооружено 5 юрт, в которых зимовал отряд. Все болели цингой, но умер только один человек, что Лаптев объяснял действием «кедрового стланца», который он давал больным, образцы этого стланца были представлены в Адмиралтейств-коллегию.

### Продолжение экспедиции 1739—1742
По окончании зимовки Лаптев отправился в Петербург с решением совета о невозможности достижения Камчатки и просьбой прекратить экспедицию. В Петербурге эту просьбу отклонили и потребовали предпринять ещё одну попытку. Лаптев получил инструкцию, дававшую ему полную власть, и был отправлен обратно.
В 1739 Лаптев стал набирать людей, которые могли бы быть полезны в тех местах. Из Якутска на Яну прибыл матрос Лошкин, который должен был исследовать местность до Святого Носа, после чего направиться к устью Лены. На Индигирку был направлен геодезист Киндяков для описи её от истока до устья. Также он должен был на случай неудачи экспедиции оборудовать в устье Индигирки место для зимовки и строительства кораблей, которые должны доставить людей к Колыме.
В поход отправились как только вскрылась Лена. Отряд насчитывал 60 человек. 5 июля, выйдя в море, встретили льды и, зайдя в Севастьяновскую губу, провели её подробную опись.
Вскоре после того, как удалось выйти, в одной из бухт была обнаружена пресная вода. Для розыска в бухте реки была отправлена единственная на судне шлюпка, которую ожидали 6 дней, но она так и не вернулась. После чего делается ещё одна шлюпка из подручных материалов, и группа, отправившаяся в бухту на ней, обнаруживает, что вокруг берега везде «неприступные отмели». В конце сентября исчезает и эта лодка, отправленная к берегу под руководством Щербинина. За 4 дня ожидания море замёрзло, а затем штормом сломало лёд, и вместе с льдом унесло и судно. 9 сентября корабль встал у устья Индигирки, где были обнаружены люди с обеих шлюпок.
Ввести в устье реки до наступления льдов судно не удалось. Корабль было решено оставить, не дожидаясь, когда его расплющат льды. Высадка на берег с вещами закончилась 22 сентября. После этого отправились в лагерь в 150 верстах от места высадки.
Зимой исследования продолжились. Лошкин прошёл до Алазеи берегом, Щербинин и Киндяков исследовали устье Индигирки.
Весной 1740 Киндяков описал берег от Алазеи до Колымы, Щербинин исследовал Яну, а Лаптев — Хрому.
Против ожиданий, судно не было сломано, и в июне команда вернулась туда. С целью ускорения выхода в плаванье и для безопасности корабля на протяжении трёх недель ломами и топорами ломали лёд вокруг. После вывода на чистую воду течением корабль выбросило на мель. Снять его с мели не могли ещё две недели.
31 июля отправились в путь на восток, но всё время вокруг были льды. Дойдя до Каменного носа, повернули назад. 23 сентября прибыли в Нижнеколымск.
Зимой снова были отправлены сухопутные исследовательские партии. Киндяков исследовал верховья Колымы, Щербинин обследовал пути от Ангарки до Анадырска. Также ему было поручено заготовить лес для постройки судов на Анадыри.
Летом была предпринята последняя попытка пробиться в Колыму морем, но 10 августа 1741 они вынуждены были вернуться обратно. Таким образом, в отличие от Дежнёва, добраться до самой восточной точки Азии им не удалось.
27 октября экспедиция отправилась на собаках в Анадырский острог.